# Catherine Puglisi
Pour les articles homonymes, voir Puglisi.
Catherine Rose Puglisi, née le 8 avril 1953, est une historienne de l'art américaine spécialiste de l'art baroque. Diplômée des universités de Harvard et de Londres, elle obtient son doctorat en histoire de l'art à l'Institute of Fine Arts de l'université de New York.
Experte en art baroque et en art italien, Catherine Puglisi publie divers ouvrages sur ces sujets, dont une monographie de Francesco Albani et une autre de Caravage. Elle est professeure titulaire à l'université Rutgers dans le New Jersey.